# Escuela Deportiva Moratalaz
ED Moratalaz es un equipo de fútbol español localizado en Madrid, en el barrio de Moratalaz. Fundado en 2006, actualmente juega en la primera división autonómica de aficionados, grupo 1, y disputa sus partidos como local en el Dehesa de Moratalaz, con una capacidad de 2500 espectadores.

## Historia
Escuela Deportiva Moratalaz fue fundado en 2006, tras la fusión de dos equipos: Club Deportivo Moratalaz y Escuela Deportiva Unión de Moratalaz.

## Temporadas
| Temporada | División                                   | Posición | Promoción de Ascenso                        |
| --------- | ------------------------------------------ | -------- | ------------------------------------------- |
| 2006/07   | 1.ª Aficio.                                | 4°       |                                             |
| 2007/08   | 1.ª Aficio.                                | 2°       |                                             |
| 2008/09   | Preferente                                 | 12°      |                                             |
| 2009/10   | Preferente                                 | 15°      |                                             |
| 2010/11   | 1.ª Aficio.                                | 4°       |                                             |
| 2011/12   | 1.ª Aficio.                                | 2°       |                                             |
| 2012/13   | Preferente                                 | 13°      |                                             |
| 2013/14   | Preferente                                 | 9°       |                                             |
| 2014/15   | Preferente                                 | 11°      |                                             |
| 2015/16   | Preferente                                 | 9°       |                                             |
| 2016/17   | Preferente                                 | 6°       |                                             |
| 2017/18   | Preferente                                 | 8°       |                                             |
| 2018/19   | Preferente                                 | 1°       |                                             |
| 2019/20   | 3.ª                                        | 16°      |                                             |
| 2020/21   | 3.ª (Grupo VII, norte)                     | 2º       | Sí, 4º en la promoción de ascenso a 2ª RFEF |
| 2021/22   | 3ªRFEF(Grupo VII)                          | 17°      |                                             |
| 2022/23   | Preferente                                 | 5º       |                                             |
| 2023/24   | Preferente                                 | 4º       |                                             |
| 2024/25   | Primera división autonómica de aficionados | 13º      |                                             |

- 2 temporadas en Tercera División

## Palmarés

### Campeonatos regionales
- Regional Preferente de Madrid (1): 2018-19 (Grupo 1).[3]
- Subcampeón de la Primera Regional de Madrid (2): 2007-08 (Grupo 3)[4] y 2011-12 (Grupo 3).[5]
- Subcampeón de la Copa de Campeones de Preferente de Madrid (1): 2018-19.[6]
- Subcampeón de la  Copa RFFM de Preferente de Madrid (1): 2023-24.[7]
- Subcampeón de la Copa RFFM de aficionados de Madrid (1): 2024-25 [8]

### Palmarés de la Escuela Deportiva Moratalaz "B"
Campeonatos regionales
- Primera Regional de Madrid (1): 2019-20 (Grupo 3).[9]
- Subcampeón de la Segunda Regional de Madrid (2): 2007-08 (Grupo 4)[10] y 2013-14 (Grupo 4).[11]

Trofeos amistosos
- Trofeo Cervantes de Cantera (1): 2022.[12]